# Conservatoire à rayonnement régional de La Réunion
 (août 2025).
 (avril 2020).
Si vous disposez d'ouvrages ou d'articles de référence ou si vous connaissez des sites web de qualité traitant du thème abordé ici, merci de compléter l'article en donnant les références utiles à sa vérifiabilité et en les liant à la section « Notes et références ».
Le CRR de La Réunion est un conservatoire à rayonnement régional. C'est un établissement d'enseignement artistique de la Région Réunion (Conseil Régional de la Réunion) et agréé par l'État (Direction générale de la Création artistique du ministère de la Culture et de la Communication représenté à la Réunion par la direction régionale des affaires culturelles, la DAC OI). Il propose trois spécialités : musique, danse et théâtre. La direction du CRR est située à Saint-Denis (La Réunion, France) et dispense son enseignement dans quatre antennes, Saint-Benoît, Saint-Paul, Saint-Pierre et Saint-Denis.

## Histoire
Le conservatoire a été créé en 1987 et est régi par la loi du 2 août 2004.

## Directeurs successifs
(avril 2020).
Si vous disposez d'ouvrages ou d'articles de référence ou si vous connaissez des sites web de qualité traitant du thème abordé ici, merci de compléter l'article en donnant les références utiles à sa vérifiabilité et en les liant à la section « Notes et références ».
- Jean-Pierre Berlioz - 1986 à 1989
- Lucien Jean-Baptiste - 1997 à 2000
- Marie-Christine d'Abbadie - 2000 à 2010
- François Vigneron - 2011 à 2017
- Thierry Boyer - depuis 2018

## Le CRR aujourd’hui
Le conservatoire, et ses 70 enseignants, accueillent près de 1700 élèves. Il est organisé en quatre antennes qui couvrent l’ensemble de l’île, Saint-Denis, Saint-Pierre, Saint-Paul et Saint-Benoît .

### Diplômes délivrés
Le conservatoire décerne un certificat d'études musicales, un certificat d'études chorégraphiques, ainsi que les diplômes d’études chorégraphiques et musicales.

### Enseignement
Dans le domaine musical, le conservatoire délivre un enseignement concernant les cordes (violon, alto, violoncelle, contrebasse), les bois (flûtes, hautbois, saxophone, clarinette), les cuivres (cor, trompette, trombone, tuba, basson) ainsi que les instruments polyphoniques (piano, accordéon, guitare, percussions classiques, batterie). Des classes de chant (jeunes voix, chorales d'enfants, d'adolescents et d'adultes, chant lyrique), de direction de chœur ainsi qu’un département musiques traditionnelles (musiques réunionnaises, percussions africaines et afro-cubaines, musique indienne) sont proposés. Le CRR dispose également d'un département de musiques actuelles avec une classe de jazz et une classe d'informatique musicale. 
Les disciplines de danse classique, danse contemporaine et bharata natyam (danse classique indienne) font partie de l’offre chorégraphique du conservatoire. 
La CRR dispose aussi d'un département théâtre mais que ne délivre pas encore de diplôme. 
Depuis quelques années, le CRR a ouvert un Jeune Ballet permettant aux élèves en cycle 3 de se professionnaliser et se préparer aux concours d'entrée aux établissements d'enseignement supérieur. Le CRR propose également des ateliers de danse afro-cubaine, africaine, maloya et danses traditionnelles de la Réunion (quadrille, séga, anciennes danses de salon).